# 萊赫姆貝格山
47°53′32″N 13°15′51″E / 47.892137°N 13.264133°E
萊赫姆貝格山（德語：Lehmberg），是奧地利的山峰，位於該國北部，由薩爾茨堡州負責管轄，距離科洛曼斯貝格山1.6公里，海拔高度1,027米，每年平均降雨量1,894毫米。